# رينالدو بينيوني
رينالدو بينيتو أنتونيو بينيوني (بالإسبانية: Reynaldo Benito Antonio Bignone Ramayón)‏ (21 يناير 1928 – 7 مارس 2018) هو جنرال أرجنتيني شغل منصب رئيس جمهورية الأرجنتين في الفترة من 1 يوليو 1982 إلى 10 ديسمبر 1983. وفي عام 2010 ، حكم عليه بالسجن لمدة 25 عاما لدوره في عمليات الاختطاف، والتعذيب، وقتل أشخاص يشتبه في معارضتهم للحكومة خلال الحرب القذرة. وإلى جانب عمر غرافينيا وسانتياغو عمر ريفريوس، كان أحد الأعضاء الثلاثة الباقين على قيد الحياة في الدكتاتورية العسكرية.

## روابط خارجية
- رينالدو بينيوني على موقع الموسوعة البريطانية (الإنجليزية)
- رينالدو بينيوني على موقع مونزينجر (الألمانية)